# Mateusz Lê Văn Gẫm
Św. Mateusz Lê Văn Gẫm (wiet. Matthêô Lê Văn Gẫm) (ur. ok. 1813 r. w Gò Công w Wietnamie – zm. 11 maja 1847 r. w Chợ Ðŭi, prowincja Đồng Nai w Wietnamie) – męczennik, święty Kościoła katolickiego.
Mateusz Lê Văn Gẫm urodził się w Gò Công. Jego rodzicami byli Paweł Lê Văn Lại i Maria Nguyễn Thị Nhiệm. Był najstarszym z rodzeństwa – miał czworo braci i siostrę. Za zgodą rodziców w wieku 15 lat udał się do seminarium duchownego w Lái Thiêu. Jednak po miesiącu rodzice przyjechali i zabrali go do domu. Mateusz Lê Văn Gẫm w wieku 20 lat ożenił się. Małżeństwo miało czworo dzieci. Został aresztowany w połowie 1846 r. Torturowano go, by wyrzekł się wiary. Został stracony 11 maja 1847 r.
Dzień wspomnienia: 24 listopada w grupie 117 męczenników wietnamskich.
Beatyfikowany 27 maja 1900 r. przez Leona XIII. Kanonizowany przez Jana Pawła II 19 czerwca 1988 r. w grupie 117 męczenników wietnamskich.